# Железнодорожная линия Рига — Даугавпилс
Рига — Даугавпилс — железнодорожная линия в Латвии (её длина —  218 километров), соединяющая станции Рига-Пассажирская и Даугавпилс (через Крустпилс). Включает в себя самый протяжённый (82 км) электрифицированный участок железной дороги в Латвии от Риги до Айзкраукле.

## История
Построена в 1858—1861 годах как Риго-Двинская железная дорога, движение открыто в 1861 году. Линия соединила Ригу с Петербурго-Варшавской железной дорогой.
20 июля 1959 года был электрифицирован участок Рига — Огре, в том же году контактную подвеску продлили до Парогре, в 1968 году — до Юмправы, и в 1972 году — до Айзкраукле. В начале 1990-х годов на участках Лиелварде — Кайбала и Юмправа — Дендрарий проложен второй рельсовый путь. До 1990 года километраж на участке Рига — Крустпилс отсчитывался от Москвы.

## Современное состояние
По состоянию на 2021 год, помимо электропоездов, курсирующих на участке Рига — Айзкраукле (маршруты Рига — Огре, Рига — Лиелварде и Рига — Айзкраукле), линию использовали международные поезда Рига — Москва, Рига — Санкт-Петербург (прицепные вагоны) и Рига — Минск (отменены с 17 марта 2020 года в связи с пандемией коронавируса), дизель-поезда Рига — Крустпилс, Рига — Резекне и Рига — Зилупе и на участке до Плявиняс: Рига — Мадона и Рига — Гулбене. На линии было весьма интенсивное движение грузовых поездов (по графику на 2014/2015 годы на участке Плявиняс — Шкиротава было предусмотрено 28 грузовых поездов в день в направлении Риги и 27 — в направлении Плявиняс. На участке от Риги до Крустпилса линия двухпутная, далее — однопутная.

### Станции и остановочные пункты
- Город Рига:
  - Рига-Пассажирская
  - Вагону Паркс (платформа)
  - Яняварты
  - Даугмале
  - Шкиротава
  - Гайсма (платформа)

- Ропажский край:
  - Румбула (платформа)

- Саласпилсский край:
  - Дарзини (платформа)
  - Доле (платформа)
  - Саласпилс
  - Саулкалне (платформа)

- Огрский край:
  - Икшкиле
  - Яуногре (платформа)
  - Огре
  - Парогре (платформа)
  - Циемупе
  - Кегумс
  - Лиелварде
  - Кайбала (платформа)
  - Юмправа

- Айзкраукльский край:
  - Скривери
  - Мулдакменс (платформа)
  - Айзкраукле
  - Кокнесе
  - Алотене
  - Плявиняс

- Екабпилсский край:
  - Крустпилс
  - Трепе

- Ливанский край:
  - Ливаны
  - Ерсика

- Аугшдаугавский край:
  - Ницгале
  - Ваболе
  - Ликсна

- Город Даугавпилс:
  - Даугавпилс

Закрытые станции и остановочные пункты:
- - Дендрарий
  - Айвиексте
  - Озолсала

## Перспективы
Планировалось продлить электрификацию линии от Айзкраукле до Крустпилса. В дальнейшем планируется продление электрифицированной линии от Крустпилса до Даугавпилса, а впоследствии и электрификация примыкающих по станции Крустпилс направлений:

- Крустпилс — Елгава — Тукумс II — Вентспилс,
- Крустпилс — Резекне II.